# Parti de la modération et du développement
Le Parti de la modération et du développement (persan : حزب اعتدال و توسعه, Hezb-e E'tedāl va Towse eh) est un parti politique iranien centriste. Son premier congrès s'est tenu en 2002. 
Le parti entretient de bonnes relations avec Mohammad Khatami et Hachemi Rafsandjani.
Le président de l'Iran entre 2013 et 2021, Hassan Rohani, est membre du parti depuis sa création en 1999.

## Références

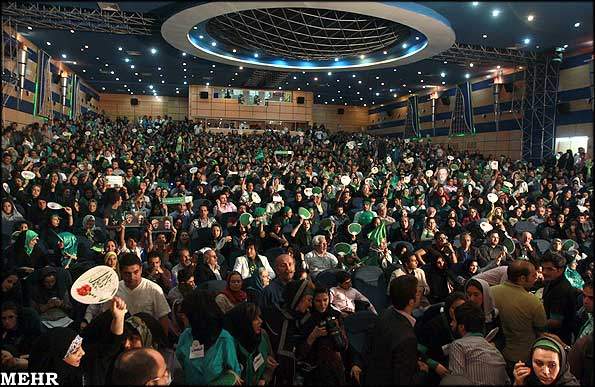
Image du congrès de juin 2018.